# Симонов, Вениамин Владимирович
Архимандрит Фили́пп (в миру Вениами́н Влади́мирович Си́монов; род. 7 апреля 1958, Москва) — советский и российский экономист и историк, один из ведущих специалистов в области истории народного хозяйства и экономической мысли России, макроэкономического анализа, международных валютно-кредитных и финансовых отношений, истории Церкви. Доктор экономических наук (1994), профессор (2001). Действительный государственный советник Российской Федерации 2 класса (2008). Священник Русской православной церкви.
Директор департамента аудита финансовых рынков и государственного долга Счётной палаты РФ; заместитель председателя Миссионерского отдела Московского патриархата; профессор Финансового университета при Правительстве РФ, Высшей школы государственного аудита (факультет) Московского государственного университета; член-корреспондент РАЕН (1998). Заведующий кафедрой истории Церкви исторического факультета МГУ имени М. В. Ломоносова (с 2007). Член Межсоборного присутствия Русской православной церкви (2009—2018). Член Императорского православного палестинского общества. Член Объединённого докторского диссертационного совета Московской духовной академии, Санкт-Петербургской духовной академии и Минской духовной академии (с 2019); член Экспертного совета Высшей аттестационной комиссии при Министерства образования и науки Российской Федерации по теологии (2016—2021).
Член редакционной коллегий академической серии «Памятники экономической мысли», журнала «Вестник Московского университета. Серия 8. История», серии «Труды исторического факультета МГУ». Главный редактор журнала "Российский журнал истории Церкви с 2020 г.

## Биография
Коренной москвич. В 1980 году окончил с отличием исторический факультет МГУ со специализацией по кафедре истории древнего мира, в 1985 году аспирантуру экономического факультета МГУ и успешно защитил диссертацию на соискание учёной степени кандидата экономических наук. Работал в Госкомитете СССР по внешним экономическим связям (1980—1988), Министерстве внешних экономических связей СССР (с 1992 года — РФ) (1988—1997). В 1992 году защитил в Институте экономики РАН докторскую диссертацию «Макроэкономические аспекты переходного хозяйства в отечественной экономической мысли в конце 1910-х — 1920-е годы» (официальные оппоненты Ю. Я. Ольсевич, Г. Н. Сорвина, Н. Н. Хмелевский).
4 июля 1992 года пострижен в мантию с именем Филипп в честь святителя Филиппа, митрополита Московского и всея России чудотворца, и том же году рукоположён во иеродиакона (12 июля митрополитом Крутицким и Коломенским Ювеналием (Поярковым)) и иеромонаха (21 июля архиепископом Можайским Григорием (Чирковым), викарием Московской епархии Русской православной церкви (РПЦ)). С 1992 по 1996 годы был экономом Богородице-Рождественского Бобренева монастыря Московской епархии.
В осеннем триместре 1994/95 учебного года преподавал в качестве приглашённого профессора в Университете Восточной Англии, Норидж, Норфолк, Великобритания по приглашению British Academy; по благословению митрополита Сурожского Антония (Блума) временно осуществлял служение в Успенско-Всехсвятском кафедральном соборе в Лондоне и на приходе в Норидже.
В 1995—2022 годах — вице-президент Православного миссионерского фонда Русской православной церкви, в 1996—2022 годах — заместитель председателя Синодального миссионерского отдела Московского патриархата.
С 1996 года в штате Белгородской и Старооскольской епархии, с осени 1998 года состоял в клире Преображенского кафедрального собора в Белгороде, затем в числе братии Свято-Троицкого Холковского монастыря, одновременно являясь прикомандированным священником в храме иконы Божией Матери «Нечаянная Радость» в Марьиной роще в Москве.
В 2001 году закончил Белгородскую духовную семинарию.
С июля 1996 года — сотрудник Московской межбанковской валютной биржи (ММВБ), с ноября 1997 года — директор департамента макроэкономического анализа и методологического обеспечения ММВБ. В 2000—2001 годах работал вице-президентом банка «Российский кредит».
В 2002—2004 годах работал в Совете Федерации Федерального Собрания Российской Федерации, участвовал в работе рабочих групп при президиуме Государственного совета Российской Федерации по разработке основ промышленной политики и реформированию банковской системы. В 2004 году присвоено звание заслуженного экономиста Российской Федерации.
С 2004 года по настоящее время работает в Счётной палате Российской Федерации, был директором департамента по экспертно-аналитической и контрольной деятельности в области работы Центрального банка Российской Федерации, обеспечения стабильности и развития национальной платёжной системы, состояния финансовых рынков и кредитно-финансовых учреждений. По совместительству преподаёт в Московском государственном университете. В течение ряда лет сотрудничает с Православным Свято-Тихоновским гуманитарным университетом как член и председатель государственных аттестационных комиссий по экономике и богословию.
В 2007 году был назначен заведующим воссозданной на историческом факультете МГУ кафедры истории Церкви, которую возглавляет до настоящего времени (кафедра церковной истории была создана на историко-филологическом факультете Московского университета в 1863 году и упразднена в 1918-м, после прихода к власти в России большевиков в результате Октябрьской революции 1917 года). Под руководством и при активном участии Симонова коллектив кафедры с привлечением ведущих специалистов из других научных центров впервые в отечественной историко-церковной науке подготовил и опубликовал серию учебных пособий, полностью обеспечивающих учебный процесс по общей истории Церкви и истории христианства в России.
В 2010 году награждён орденом Почёта, в 2018 году — орденом Дружбы, в 2020 году — медалью «Ветеран Счётной палаты Российской Федерации», в 2022 году — благодарностью Президента РФ.
Удостоен иерархических наград Русской православной церкви: набедренника (1992), наперсного креста (1997), сана игумена (2000), палицы (2005), креста с украшениями (2010). В 2017 году в соответствии с патриаршим указом митрополитом Белгородским и Старооскольским Иоанном (Поповым) возведён в сан архимандрита. В 2022 году удостоен права служения Литургии с отверстыми царскими вратами до «Херувимской».
В течение 23 лет нес послушание священнослужителя в храме Святителя Николая Мирликийского в Отрадном в Москве. С 6 июня 2023 года в соответствии с распоряжением Патриарха Московского и всея Руси Кирилла несет священническое послушание в Храме свв. равноапп. Кирилла и Мефодия при МГУ им. М. В. Ломоносова (Патриаршее подворье).
В ноябре 2017 года труд «Общая история Церкви» в двух книгах под редакцией Симонова заняла 1-е место в номинации «Лучшее учебное издание» XII конкурса «Просвещение через книгу».
В 2023 году удостоен премии памяти митрополита Макария (Булгакова) в области гуманитарных наук в номинации «Учебник или учебное пособие, представляющие вклад в науку в одной из существующих номинаций» за труд «Введение в историю Церкви. Часть 4: Обзор историографии истории Церкви в России. Т. 1 Обобщающие труды отечественных гражданских и церковных историков XVIII — начала XXI в. (в 2 кн.)».

## Основные работы
Автор и соавтор более 150 научных публикаций и 25 монографических исследований
В области экономики
- Экономическое развитие Лаоса (50 — 80-е годы): Монография. М.: Гл. ред. вост. лит-ры изд-ва «Наука», 1988;
- Н. Д. Кондратьев и российская экономика чрезвычайного времени: (Предисловие) // Кондратьев Н. Д. Рынок хлебов и его регулирование во время войны и революции. М.: Наука, 1991. — С. 3-84 (в соавторстве с Н. К. Фигуровской[24];
- Особое мнение: (Послесловие) // Кондратьев Н. Д. Особое мнение. Избр. труды. В 2 т. М.: Наука, 1993 (в соавторстве с Н. К. Фигуровской). — Т. 1. — С. 440—653; Т. 2. — С. 406—710;
- Россия — 2015: оптимистический сценарий / Абалкин Л. И., Сорокин Д. Е., Симонов В. В. и др. М., 1999. — 416 с. — ISBN 5-8341-0007-4[25];
- Современная Россия и социализм (опыт непредвзятой дискуссии) / Осипов Ю. М., Кара-Мурза С. Г., Волконский В. А., Симонов В. В. и др. М., 2000. — 336 с. — ISBN 5-88010-123-1;
- Очерки истории российской экономической мысли / Абалкин Л. И., Ольсевич Ю. Я., Широкорад Л. Д., Симонов В. В. и др. М.: Наука, 2003. — 366 с. — ISBN 5-02-006283-9;
- Церковь — общество — хозяйство: Монография. М.: Наука, 2005. — 702 с. — ISBN 5-02-033835-4[26];
- Инновационный путь развития для новой России / Горегляд В. П., Симонов В. В., Валентей С. Д. и др. — М.: Наука, 2005. — 343 с. — ISBN 5-02-034930-5;
- Якунин В. И., Сулакшин С. С., Симонов В. В., Багдасарян В. Э., Вилисов М. В., Куропаткина О. В., Нетесова М. С., Сазонова Е. С., Силантьев Р. А., Хвыля-Олинтер А. И., Ярутич А. Ю. Социальное партнерство государства и религиозных организаций. Монография. — М.: Научный эксперт, 2009. — 232 с. — ISBN 978-5-91290-040-2.;
- Антироссийские санкции и системный кризис мировой экономики // Вопросы экономики. — 2015. — № 2. — С. 49-68;
- Экономика и банковская система России: некоторые актуальные проблемы антикризисной политики // Деньги и кредит. — 2015. — № 7. — С. 14-20;
- Экономика России в условиях глобального кризиса (проблема механизмов финансирования развития) // Проблемы реиндустриализации российской экономики: Материалы VII Международной научно-практической конференции. 19-20 февраля 2015 г. ФГБОУ ВПО «РЭУ им. Г. В. Плеханова». М., 2015. — С. 105—112.
- Работы разных лет: В 3 т. Т. 1: От кризиса «переходной экономики» к кризису глобальной экономической модели (статьи и доклады 1980—2010-х гг.) / Симонов В. В. (архимандрит Филипп). СПб.: БАН, 2018. — 624 с. — ISBN 978-5-336-00219-5; ISBN 978-5-336-00220-1 (Т. 1);
- Работы разных лет: В 3 т. Т. 2: Церковь и «время перемен» (статьи и доклады разных лет) / Симонов В. В. (архимандрит Филипп). СПб.: БАН, 2018. — 416 c. — ISBN 978-5-336-00219-5; ISBN 978-5-336-00221-8 (Т. 2);
- Работы разных лет: В 3 т. Т. 3: Христианин в современном мире (интервью, выступления, избранные проповеди) / Симонов В. В. (архимандрит Филипп). СПб.: БАН, 2018. — 480 с. — ISBN 978-5-336-00219-5; ISBN 978-5-336-00222-5 (Т. 3);

В области церковной истории и экзегетики
- О возрождении синодальной миссии // Миссия церкви и современное православное миссионерство: международная богословская конференция к 600-летию свт. Стефана Пермского. — М. : Свято-Филаретовская московская высшая православно-христианская школа, 1997. — 226 с. — С. 87-91
- Христианская цивилизация: система основных ценностей, формы организации знания, культурная и социальная реализация, прогноз: Мировой опыт и российская ситуация // Христианская цивилизация: система основных ценностей. Мировой опыт и российская ситуация: Тр. научного семинара. 2007. — № 3. — С. 10-46[27];
- Училище покаяния: Схолии на полях Великого канона: Монография[28]. — М.: ПаломникЪ, 2008. — 864 с. — ISBN 5-88060-133-1[29];
- Экуменизм как религиозное измерение глобализации: место экуменического движения в послевоенном структурировании мира // Вторая Мировая война в истории человечества. 1939—1945 гг.: Материалы международной научной конференции [Cерия: Труды исторического факультета МГУ. 75. Серия II. Исторические исследования. 34]. М., 2015. — С. 551—562;
- О религиозной ситуации в России по данным опроса 2014 г. // Вестник общественного мнения: Данные. Анализ. Дискуссии. — 2015. — № 2 (120). — С. 13-36;
- Введение в историю Церкви. Часть 1: Обзор источников по общей истории Церкви: Учебное пособие / Симонов В. В., Хрушкова Л. Г., Аветисян К. А., Зоитакис А. Г.; Под ред. В. В. Симонова. М.: Изд-во Моск. ун-та, 2012. — 752 с., илл. — ISBN 978-5-211-05972-6 (Часть 1); ISBN 978-5-211-06193-4;
- Введение в историю Церкви. Часть 2: Обзор историографии по общей истории Церкви: Учебное пособие / Симонов В. В., Хрушкова Л. Г., Аветисян К. А., Зоитакис А. Г.; Под ред. В. В. Симонова. СПб., 2015. — 728 с., ил. — ISBN 978-5-9906782-1-7 (Часть 2); ISBN 978-5-211-06193-4;
- Введение в историю Церкви. Часть 3: Обзор источников по истории Церкви в России: Учебное пособие: В 2 кн. / Симонов В. В., Аветисян К. А., Анисимова Т. В. и др.; под ред. В. В. Симонова. Кн. I: Источники допетровского времени. СПб.: БАН, 2019. — 696 с. — ISBN 978-5-336-00218-8;
- Введение в историю Церкви. Часть 3: Обзор источников по истории Церкви в России: Учебное пособие: В 2 кн. / Симонов В. В., Аветисян К. А., Анисимова Т. В. и др.; под ред. В. В. Симонова. Кн. II: Источники XVIII — начала XXI в.. СПб.: БАН, 2018. — 488 с. — ISBN 978-5-336-00233-1;
- Обобщающие труды отечественных гражданских и церковных историков XVIII — начала XXI вв. В 2 кн. // Введение в историю Церкви. Часть 4: Обзор историографии по истории Церкви в России: Учебное пособие. В 2 т. (3 кн.). Т. 1. Кн. 1-2 / Под ред. В. В. Симонова, Г. М. Запальского — СПб: БАН, 2022. — 575 + 302 с. — ISBN 978-5-336-00288-1 (Часть 4); 978-5-211-06193-4; 978-5-336-00309-3 (Том 1);
- Общая история Церкви: Учебное пособие: В 2 т. (4 кн.) / Симонов В. В., Аветисян К. А., Белякова Е. В., Запальский Г. М., Зоитакис А. Г., Кузенков П. В., Метлицкая З. Ю., Поздеева И. В., Хрушкова Л. Г.; Под ред. В. В. Симонова. Т. 1: От зарождения Церкви к Реформации: I—XV века. Кн. 1: Богословское и организационное становление Церкви: I—III века. — М.: Наука, 2017. — 368 с. — ISBN 978-5-02-039218-2; ISBN 978-5-02-039219-9 (Т. 1. Кн. 1);
- Общая история Церкви: Учебное пособие: В 2 т. (4 кн.) / Симонов В. В., Аветисян К. А., Белякова Е. В., Запальский Г. М., Зоитакис А. Г., Кузенков П. В., Метлицкая З. Ю., Поздеева И. В., Хрушкова Л. Г.; Под ред. В. В. Симонова. Т. 1: От зарождения Церкви к Реформации: I—XV века. Кн. 2: Доктринальные вызовы Церкви: IV—XV века. — М.: Наука, 2017. — 829 с. — ISBN 978-5-02-039718-2; ISBN 978-5-02-039227-4 (Т. 1. Кн. 2).
- Общая история Церкви: Учебное пособие: В 2 т. (4 кн.) / Симонов В. В., Аветисян К. А., Белякова Е. В., Запальский Г. М., Зоитакис А. Г., Кузенков П. В., Метлицкая З. Ю., Поздеева И. В., Хрушкова Л. Г.; Под ред. В. В. Симонова. Т. 2. От Реформации к веку секулярной глобализации. XVI ‑ начало XXI века. Кн. 1. Организационные вызовы Церкви. XVI ‑ начало XX века: — М.: Наука, 2017. — 538 с. — ISBN 978-5-02-039220-5 (Т. 2. Кн. 1).
- Общая история Церкви: Учебное пособие: В 2 т. (4 кн.) / Симонов В. В., Аветисян К. А., Белякова Е. В., Запальский Г. М., Зоитакис А. Г., Кузенков П. В., Метлицкая З. Ю., Поздеева И. В., Хрушкова Л. Г.; Под ред. В. В. Симонова. Т. 2: От Реформации к веку секулярной глобализации. XVI ‑ начало XXI века. Кн. 2. Вызов религиозного синкретизма: проблема экуменизма. XX ‑ начало XXI века: — М.: Наука, 2017. — 511 с. — ISBN 978-5-02-039228-1 (Т. 2. Кн. 2).